# Região de Lisboa
Die Metropolregion Lissabon (portugiesisch: Área Metropolitana de Lisboa) ist eine portugiesische Region, die den Großraum Lissabon einteilt. Im Norden grenzt die Region an die Subregion Oeste, die zur Region Zentrum gehört und im Westen an den Atlantik. Außerdem grenzt die Region im Nord-Osten an die Subregionen Lezíria do Tejo, im Osten am Alentejo Central und im Süden am Alentejo Litoral, welche alle drei zur Region des Alentejo gehören. Die Region umfasst eine Fläche von 3.001 km² und hat 2.871.133 Einwohner (2021).
Diese Region wurde 2002 gegründet, als die Region Lisboa e Vale do Tejo aufgeteilt wurde. Der Região Centro wurden die Subregionen Oeste und Médio Tejo zugeordnet und dem Alentejo die Subregion Lezíria do Tejo. Die Região de Lisboa ist identisch mit der Metropolregion Lissabon.
Die Região de Lisboa besteht aus 18 Kreisen.

## Größte Gemeinden
(laut Volkszählung 2001)
| Gemeinde                     | Einwohner |
| ---------------------------- | --------- |
| Lissabon                     | 556.797   |
| Amadora                      | 174.788   |
| Setúbal                      | 113.480   |
| Queluz                       | 89.245    |
| Agualva-Cacém                | 81.366    |
| Loures                       | 66.600    |
| Algueirão-Mem Martins        | 63.373    |
| Odivelas                     | 53.641    |
| Barreiro                     | 53.101    |
| Amora (Seixal)               | 50.571    |
| Corroios                     | 46.576    |
| Rio de Mouro                 | 46.402    |
| São Domingos de Rana         | 43.577    |
| Sesimbra                     | 36.839    |
| Almada                       | 34.942    |
| Oeiras e São Julião da Barra | 34.139    |
| Cascais                      | 32.972    |
| Alcabideche                  | 31.486    |

## Wirtschaft
Die Region Lissabon ist bei weitem die wohlhabendste in Portugal. Im Vergleich mit dem BIP der EU ausgedrückt in Kaufkraftstandards erreicht die Region Lissabon einen Index von 104.3 (EU-25:100) (2003), liegt also damit leicht über dem EU-Durchschnitt. Im Jahr 2017 betrug die Arbeitslosenquote 9,5 %.